# 塞西爾 (喬治亞州)
塞西爾（英語：Cecil）是一個位於美國喬治亞州庫克縣的城鎮。

## 地理
塞西爾的座標為31°02′50″N 83°23′36″W / 31.04722°N 83.39333°W，而該地的平均海拔高度為73米（即240英尺）。

## 人口
根據2010年美國人口普查的數據，塞西爾的面積為2.20平方千米，當中陸地面積為2.20平方千米，而水域面積為0.00平方千米。當地共有人口286人，而人口密度為每平方千米130人。